# 渡邊菜生子
渡邊菜生子（日语：／ Watanabe Naoko，1959年11月21日—），日本女性配音員。青二Production所屬。出身於東京都。身高150cm。O型血。

## 簡介
本名松藤 菜生子（まつふじ なおこ）。已婚。日本大學藝術學院演劇系畢業，Theatre Echo附屬養成所出身。

## 經歷
1982年，渡邊以電視動畫《The♥南瓜酒》（聲演路人女學生）在聲優業界出道。然後在1984年的電視動畫《古堡勇士萊特雅斯》（聲演露伊）第一次得到為主要角色配音的機會。大約1個月後，渡邊以另一部電視動畫《高帽子的梅莫兒》（聲演梅莫兒）第一次得到主演。
2005年，渡邊為2005年世界博覽會（愛·地球博）擔任活動吉祥物森林小子的配音。活動閉幕以後，在NHK教育電視台播出的教育節目《森林爺爺與森林小子 來去森林吧！》再出場的主角森林小子繼續由渡邊擔任。

## 人物
渡邊在從事配音員之前，原本是以舞台演員為職志，因此她擁有豐富的舞台演出經驗，並與長年在《櫻桃小丸子》動畫一起主演、有不錯交情的同行TARAKO2人一起擔任企劃製作。
私生活方面，渡邊是雙胞胎姊妹中的妹妹，並與姊姊2人在日藝時代都從事演員的工作。
本身是酒豪，因此在同行堀川亮印象中的她是每當喝完一整瓶時仍一滴不剩。還有，渡邊與TARAKO、鶴弘美3人的交情很深。
興趣：找尋Spa、減價採買、藝術鑑賞。特長：馬林巴演奏。
與同行田中亮一2人都是杉並出身，及童年時期的玩伴。另外與山本百合子2人都是狗犬的愛好者，而且2人都各有飼養狗。

## 演出
粗體字表示主要角色。

### 電視動畫
1982年
- The♥南瓜酒（女學生）

1983年
- 光速電神阿爾貝加斯（圓條寺夏子〈第2代〉）

1984年
- 金肉人（女孩子、美少女A）
- 停止!! 雲雀（女學生）
- 宗谷物語（日语：宗谷物語）（英子、美知子）
- 怪博士與機器娃娃 (1981年版)（浦島太郎、狐狸子）
- 高帽子的梅莫兒（梅莫兒）
- 雷射戰士雷薩里昂（波拉）
- 夢戰士WING-MAN（日语：ウイングマン）（小川美紅）
- 古堡勇士萊特雅斯（日语：リトル・エル・シドの冒険）（露伊）

1985年
- 鬼太郎 (第3作)（鮑魚、健太、進、風子、春子）
- 莎拉公主（綠蒂·雷）
- 俏皮小百寶（田中正子[6]）
- 嘿！奔奔

1986年
- 甜蜜公主（小雪、白玉）
- 一氣人（日语：剛Q超児イッキマン）（天馬宙子）
- 聖鬥士星矢（美穗）
- 七龍珠（普亚鲁、苏诺）
- 鄰家女孩（柏葉美穗）
- 愛少女波麗安娜物語（珍妮·惠提爾、傑米）

1987年
- 宇宙船人馬座（日语：宇宙船サジタリウス）（莎莉、穆）
- 超能力魔美（香織）
- 假面忍者 赤影（楓[7]）
- 城市獵人（片岡優子）
- 之後頓珍漢（日语：ついでにとんちんかん）（呂里子）
- 狗仔爺爺 (1987年版)（日语：のらくろクン）（少女、由香、美少女）
- 聖魔大戰（柔助）

1988年
- 奇天烈大百科（幸子、小信）
- 聖鬥士星矢（玉衡星的芬里爾〈小時候〉）
- 鬥將！！拉麵男（筍乾、排骨麵）
- 七龍珠（普亚鲁、敏特、普利、苏诺）
- 甜蜜小天使 (1988年版)（喜波娜[8]）

1989年
- 惡魔君（〈少女時期〉）
- 西瓜皮先生（鈴木日紗枝）
- 奇天烈大百科（香織、花）
- 森林王子 少年毛克利（琳達）
- 麵包超人（彼得）
- 七龍珠Z（普亚鲁）

1990年
- 西瓜皮先生（大竹好雄）
- 奇天烈大百科（小可羅〈初代〉、麻美）
- 櫻桃小丸子 (第1期)（穗波玉〈小玉〉[9]、永澤太郎）
- 勇者鬥惡龍（米古）
- 神通小精靈（小太郎）
- 魔神英雄傳2（普莉普莉公主）
- 夠了！阿太郎 (1990年版)（日语：もーれつア太郎）（女孩）

1991年
- 宇宙小超人 3000萬光年尋找母親（日语：ウルトラマンキッズ 母をたずねて3000万光年）（艾瑞比）
- 麵包超人（月亮公主、番茄妹妹〈初代〉）
- 崔普一家物語（阿嘉特·馮·崔普[10]）
- 七龍珠Z（琪琪〈第2代〉，普亚鲁）
- 校園七大不可思議神秘事件（日语：ハイスクールミステリー学園七不思議）（好子、藤田廣美、白色少女）

1992年
- 麵包超人（水果三明治妹妹〈初代〉）

1993年
- GS美神（綾）
- 七龍珠Z 絕望的反抗!! 殘留的超級戰士·悟飯和特南克斯（日语：ドラゴンボールZ 絶望への反抗!!残された超戦士・悟飯とトランクス）（琪琪、普亚鲁）

1995年
- 動畫世界的童話（日语：世界名作童話シリーズ ワ〜ォ!メルヘン王国）（三男）
- 近所物語（綠）
- 白雪姬傳說（日语：白雪姫の伝説）（瑪莉）
- 櫻桃小丸子 (第2期)（1995年－，穗波玉〈小玉〉）
- 橘子醬男孩（克莉絲）

1996年
- 無家可歸的孩子蕾米（卡特琳）
- 七龍珠GT（琪琪）
- 爆走兄弟Let's & Go!!（火車遊）

1998年
- Weiß kreuz（山田美由）
- 蠟筆小新（綾乃）
- 怪博士與機器娃娃 (1997年版)（ペンちゃん）
- 爆走兄弟Let's & Go!! MAX（東）

1999年
- 大嘴鳥（チビちゃん）
- 麵包超人（淺漬妹妹）

2000年
- 深藍救兵（少年）

2001年
- 熱帶雨林的爆笑生活（小君）
- 神鵰俠侶（程英）
- 幽浮寶貝（駒田步美）
- 哆啦A夢 (大山羨代版)（蒲公英小孩、女原始人）

2002年
- 青出於藍（中澤章子）

2005年
- 哆啦A夢 (水田山葵版)（正直太郎）
- 森林爺爺與森林小子（森林小子）

2006年
- （小藍）
- 史上最強弟子兼一（谷本夏的養母）

2007年
- 哆啦A夢 (水田山葵版)（風子（日语：フー子））

2008年
- 我們這一家（微笑太太〈大和田町子〉）
- 哆啦A夢 (水田山葵版)（莉蕾）

2009年
- 哆啦A夢 (水田山葵版)（ライザ）
- 七龍珠改（琪琪、普亚鲁）
- 貝貝生活日記 (第2期)（日语：ペネロペ (絵本)#アニメ）（梅露蘭）

2011年
- 星際寶貝：神奇大冒險 ～最棒的朋友～（ダークエンド）

2013年
- ONE PIECE×美食獵人×七龍珠Z 超夢幻合作特別篇!!（琪琪）

2015年
- 新我們這一家（微笑太太）
- 七龍珠超（2015～2017，琪琪[11]、普亚鲁）

2020年
- 房東與我（日语：大家さんと僕）（房東[12]）

### 電影動畫
1983年
- 劇場版 最後的冠軍（日语：ナイン (漫画)）（女學生）
- 赤腳阿元

1986年
- 鄰家女孩：沒有背號的王牌投手（淺倉南〈少女時期〉）
- 七龍珠：神龍傳說（普亞魯[13]）

1987年
- 聖鬥士星矢：邪神艾莉絲（美穗）
- 鄰家女孩3：在你離開之後（女孩子）
- 七龍珠：魔神城內的睡美人（日语：ドラゴンボール 魔神城のねむり姫）（普亞魯）

1988年
- 七龍珠：摩訶不可思議大冒險（普亞魯）

1990年
- 櫻桃小丸子：友情歲月（日语：ちびまる子ちゃん (映画)）（穗波玉〈小玉〉[14]）
- 劍之介少爺（日语：剣之介さま）（阿臀）
- 七龍珠Z：地球超級大決戰（普亞魯）

1991年
- 七龍珠Z：超級賽亞人孫悟空（琪琪）
- 七龍珠Z：最強對最強（琪琪）

1992年
- 櫻桃小丸子：我最喜歡的歌（穗波玉〈小玉〉）
- 七龍珠Z：極限之戰!! 三大超級賽亞人（琪琪）

1993年
- 七龍珠Z：燃燒!! 熱戰、烈戰、超激戰（日语：ドラゴンボールZ 燃えつきろ!!熱戦・烈戦・超激戦）（琪琪）
- 七龍珠Z：銀河面臨危機!! 身手不凡的高手（琪琪）

1995年
- 七龍珠Z：復活的融合!! 悟空和達爾（琪琪）

1996年
- 七龍珠：最強之道（普亞魯）

2009年
- 哆啦A夢：新·大雄的宇宙開拓史（梨蒂[15]）

2013年
- 七龍珠Z：神與神（琪琪、普亞魯）

2015年
- 櫻桃小丸子：來自義大利的少年（穗波玉〈小玉〉[16]）
- 快樂卡姆果[17]

2016年
- ONE PIECE FILM GOLD（迪波[18]）

2018年
- 七龍珠超：布羅利（姬內）

### OVA
1985年
- 幻夢戰記蕾達（奧姆卡）
- 戰鬥吧!! 伊庫薩1（小夜子）

1986年
- GALL FORCE（日语：ガルフォース）（凱蒂）

1987年
- 破邪大星彈劾凰（日语：破邪大星ダンガイオー）（米德）
- MAPS 傳說的徘徊星人們（日语：マップス (OVA)#1987年（学研）版）（月芽）

1988年
- 吸血姬美夕（美夕）
- 雷諾尼都紀事 屠龍劍傳說（尤伊莉）
- 妖精王（日语：妖精王）（西爾菲德）

1990年
- 變形金剛Z（明）
- 變幻退魔夜行 迦樓羅漫舞！仙台小芥子怨靈歌（日语：カルラ舞う!）（巨椋魅冬）

1991年
- （佐瀨子）
- 叢林大戰（日语：ジャングルウォーズ）（麗拉[19]）
- 貓·貓·幻想曲（日语：ねこ・ねこ・幻想曲）（小白）

1992年
- 亂跑大戰！基因組獎盃（日语：スクランブル・ウォーズ 突走れ!ゲノムトロフィーラリー）（凱蒂）

1993年
- 七龍珠Z外傳 賽亞人滅絕計畫（琪琪）

1994年
- 幽幻怪社（彗迷）

2002年
- 熱帶雨林的爆笑生活Deluxe（小君）

2008年
- 七龍珠 唷！歸來的孫悟空與夥伴們!!（日语：ドラゴンボール オッス!帰ってきた孫悟空と仲間たち!!）（琪琪）

### 遊戲
1989年
- 伊蘇I·II（日语：イースI・II#イースI・II（PCE版））（菲娜）[注 1]
- 天外魔境 ZIRIA（綱手、白蛇）[注 2]

1991年
- BURAI 八玉的勇士傳說（日语：BURAI）（麥麥·普洛特）

1992年
- Xak I（日语：サーク）·II（日语：サークII）（艾麗絲、艾芙·瓦魯）
- BURAI II 闇皇帝的逆襲（麥麥·普洛特）
- （菲爾）

1993年
- 伊蘇IV The Dawn of Ys（日语：イースIV The Dawn of Ys）（菲娜）
- Xak III（日语：サークIII）（艾麗絲）

1994年
- 七龍珠Z 偉大孫悟空傳說（日语：ドラゴンボールZ 偉大なる孫悟空伝説）（琪琪、烏帕）
- 彌涅耳瓦公主（陶兒）[注 1]

1995年
- 櫻桃小丸子的對戰方塊（穗波玉〈小玉〉）
- 櫻桃小丸子的繪圖日記世界（穗波玉〈小玉〉）
- 櫻桃小丸子 目標！南島!!（穗波玉〈小玉〉）
- 同級生（真行司麗子）[注 1]
- 七龍珠Z Ultimate Battle 22（日语：ドラゴンボールZ アルティメットバトル22）（普亞露（日语：プーアル））
- 七龍珠Z 真武鬥傳（日语：ドラゴンボールZ 真武闘伝）（琪琪）

1996年
- Eternal Melody（日语：エターナルメロディ）（凱拉特·希路絲）
- 櫻桃小丸子 豪華益智問答（穗波玉〈小玉〉）

1997年
- 命運傳奇（切露西·托恩）

2002年
- 時空幻境 世界傳說 變裝迷宮2（日语：テイルズ オブ ザ ワールド なりきりダンジョン2）
- 幻想傳奇 Vol.1（日语：テイルズ オブ ファンダム Vol.1）（切露西·托恩）

2003年
- SNOW（橘芽依子、鳳仙）
- 七龍珠Z（日语：ドラゴンボールZ (ゲーム)）（普亞露）

2005年
- 超七龍珠Z（日语：超ドラゴンボールZ）（琪琪）
- 時空幻境 世界傳說 變裝迷宮3（日语：テイルズ オブ ザ ワールド なりきりダンジョン3）
- 七龍珠Z3（日语：ドラゴンボールZ3）（琪琪、普亞露）

2006年
- 命運傳奇（切露西·托恩）[注 3]
- 天外魔境ZIRIA ～遙遠的日本國～（玉藻公主）
- 七龍珠Z Sparking！NEO（日语：ドラゴンボールZ Sparking! NEO）（琪琪、普亞露）

2007年
- 七龍珠Z Sparking！METEOR（日语：ドラゴンボールZ Sparking! METEOR）（琪琪、普亞露）

2009年
- 櫻桃小丸子DS 小丸子的市鎮（穗波玉〈小玉〉）
- 時空幻境 決鬥傳奇（日语：テイルズ オブ バーサス）（切露西·托恩）[注 4]

2011年
- 時空幻境 世界傳奇 光明神話3（日语：テイルズ オブ ザ ワールド レディアント マイソロジー3）（切露西·托恩）

2015年
- 七龍珠Z 超究極武鬥傳（日语：ドラゴンボールZ 超究極武闘伝）（普亞露、姬內）

2016年
- 七龍珠融合（日语：ドラゴンボールフュージョンズ）（普亞露、姬內）

2017年
- 超級龍珠群雄（日语：スーパードラゴンボールヒーローズ）（姬內）

### 外語配音

#### 電影
- 聖誕前夕不眠之夜（英语：'Twas the Night）（彼得·瑞格利〈里斯·威廉斯〉）
- 阿姐響叮噹（珊迪〈雪瑞兒·海恩斯（英语：Cheryl Hines）〉）
- 冷腳（英语：Cold Feet (1989 film)）（羅絲瑪麗）
- 毀天滅地（簡娜公主〈奧利薇亞·阿波（英语：Olivia d'Abo）〉）※朝日電視台版。
- 街頭俏妞（英语：Curly Sue）（捲髮蘇〈艾莉珊·波特（英语：Alisan Porter）〉）※日本電視台版。
- 剪刀手愛德華（孫女）※影碟版。
- 迷情追緝令（英语：Eye of the Beholder (film)）（露西·威爾遜〈安妮·瑪麗、凱特琳·布朗〉）※影碟版。
- 我的天才寶貝（英语：Little Man Tate）（弗雷德·泰特〈亞當·哈恩-博德（英语：Adam Hann-Byrd）〉）
- 34街的奇蹟（蘇珊·沃克〈瑪拉·威爾遜（英语：Mara Wilson）〉）
- 殭屍家族（胡嘉嘉〈韓詩雨〉）
- 窈窕奶爸（娜塔莉·“娜蒂”·希拉德〈瑪拉·威爾遜〉）※影碟版。
- 天魔4：天魔甦醒（英语：Omen IV: The Awakening）（迪莉婭·約克〈艾西亞·維埃拉（英语：Asia Vieira）〉）
- 極度空間

#### 電視影集
- 說書人（英语：The Storyteller (TV series)）（王女〈凱瑟琳·布拉德肖（英语：Cathryn Bradshaw）〉）

### 廣播劇CD、卡式錄音帶
- ARIEL／ARIEL II 幻影的侵略（絢）
- （美穗）
- 新吸血姬美夕 ～西洋神魔篇～（美夕）
- （〈初代〉）
- 世界第一最討厭的（日语：世界でいちばん大嫌い）（秋吉零）
- 命運傳奇（切露西·托恩）
- 夢幻獵人麗夢（日语：ドリームハンター麗夢）

### 電視劇
- 世界奇妙物語 20週年春季特別篇 ～熱門節目競賽篇～「能見到小丸子的街道」（穗波玉〈小玉〉）－僅聲音演出。

### 教育節目
- （北狐狸／北狐白虎）
- （小藍）
- 兒童布偶劇場（日语：こどもにんぎょう劇場） 「大男」（小孩）
- 有趣的數學（日语：たのしいさんすう）（艾麗絲）
- 七龍珠 悟空的交通安全（普亞露（日语：プーアル）、阿雪）
- 森林爺爺與森林小子 來去森林吧！（日语：モリゾー・キッコロ 森へいこうよ!）（森林小子）

### 其它
- （朝日電視台）
- 獵人山鹽原（日语：ハンターマウンテン塩原）（的聲音）

## 腳註

## 外部連結
- 青二Production公式官網的聲優簡介 （页面存档备份，存于） （日語）